# Linvoy Primus
Linvoy Stephen Primus est un joueur de football anglais né le 14 septembre 1973 à Forest Gate. Il est défenseur central et mesure 1,84 m. Il effectue toute sa carrière en Angleterre.

## Carrière
- 1992-1994 : Charlton Athletic  Angleterre
- 1994-1997 : Barnet FC  Angleterre
- 1997-2000 : Reading FC  Angleterre
- 2000- Déc.2009 : Portsmouth FC  Angleterre (219 matches)
- 2008 : → Charlton Athletic (prêt)  Angleterre